# Championnats d'Amérique centrale et des Caraïbes d'athlétisme 1967
Les 1ers Championnats d'Amérique centrale et des Caraïbes d'athlétisme ont eu lieu à Xalapa, au Mexique en 1967.

## Résultats

### Hommes
| Epreuve | Or                           | Or              | Argent                         | Argent                         | Bronze                            | Bronze                         |
| --- | ---------------------------- | --------------- | ------------------------------ | ------------------------------ | --------------------------------- | ------------------------------ |
| 100 m | Hermes Ramírez Cuba          | 10 s 5          | Juan Franceschi Porto Rico     | 10 s 6                         | Félix Eugellés Cuba               | 10 s 8                         |
| 200 m | Hermes Ramírez Cuba          | 21 s 6          | Juan Franceschi Porto Rico     | 21 s 6                         | Miguel González Mexique           | 21 s 7                         |
| 400 m | Juan Franceschi Porto Rico   | 47 s 1          | Rodobaldo Díaz Cuba            | 47 s 6                         | Manuel Montalvo Cuba              | 48 s 1                         |
| 800 m | Frederico Vera Mexique       | 1 min 51 s 3    | Julio Morales Porto Rico       | 1 min 51 s 8                   | Roberto Silva Mexique             | 1 min 52 s 0                   |
| 1 500 m | Ricardo Palomares Mexique    | 3 min 59 s 2    | José Neri Mexique              | 3 min 59 s 3                   | José Antonetti Porto Rico         | 4 min 04 s 7                   |
| 5 000 m | Concepción Salinas Mexique   | 15 min 02 s 6   | Flavio Buendía Mexique         | 15 min 27 s 2                  | Julio Quevedo Guatemala           | 16 min 02 s 0                  |
| 10 000 m | Juan Máximo Martínez Mexique | 30 min 33 s 6   | Efraín Carmona Mexique         | 31 min 11 s 0                  | José Gonzales Cuba                | 34 min 17 s 4                  |
| Semi-marathon | Juan Máximo Martínez Mexique | 1 h 11 min 02 s | Félix Carmona Mexique          | 1 h 12 min 08 s                | José Gonzales Cuba                | 1 h 16 min 25 s                |
| 3000 m steeple | Carlos Vargas Mexique        | 9 min 19 s 2    | Flavio Buendía Mexique         | 9 min 19 s 4                   | Manuel Pérez Porto Rico           | 10 min 33 s 6                  |
| 110 m haies | Juan Morales Cuba            | 14 s 6          | Lázaro Betancourt Cuba         | 14 s 7                         | David Cruz Porto Rico             | 16 s 4                         |
| 400 m haies | Salvador Medina Mexique      | 52 s 3          | Miguel Olivera Cuba            | 52 s 4                         | Césare Sánchez Mexique            | 52 s 6                         |
| Saut en hauteur | Teodoro Palacios Guatemala   | 2,05 m          | David Cruz Porto Rico          | 1,80 m                         | Pas d’autre médaille attribuée    | Pas d’autre médaille attribuée |
| Saut à la perche | Rolando Cruz Porto Rico      | 4,50 m          | Roberto Fernández Cuba         | 4,40 m                         | José Seth Guatemala               | 3,80 m                         |
| Saut en longueur | Abelardo Pacheco Cuba        | 7,49 m          | David Cruz Porto Rico          | 7,46 m                         | José Hernández Cuba               | 7,44 m                         |
| Triple saut | José Hernández Cuba          | 15,54 m         | Guillermo Hoffner Mexique      | 15,12 m                        | David Douglas Guatemala           | 13,47 m                        |
| Lancer du disque | Fidel Estrada Cuba           | 16,42 m         | Benigno Hodelín Cuba           | 15,75 m                        | Carlos Yapur Mexique              | 15,14 m                        |
| Lancer du disque | Bárbaro Cañizares Cuba       | 52,96 m         | Javier Moreno Cuba             | 49,95 m                        | Ignacio Reinosa Porto Rico        | 49,91 m                        |
| Lancer du marteau | Enrique Samuells Cuba        | 66,06 m         | Julián Núñez Arana Mexique     | 49,67 m                        | Pedro Granell Porto Rico          | 48,39 m                        |
| Lancer du javelot | Francisco Mena Cuba          | 69,60 m         | Edmundo Medina Mexique         | 68,11 m                        | Jorge García (javelot) Porto Rico | 68,10 m                        |
| Pentathlon | Francisco Mena Cuba          | 3440 pts        | Donald Vélez Nicaragua         | 2847 pts                       | Sergio Hernández Mexique          | 2779 pts                       |
| 20 km marche | José Pedraza Mexique         | 1 h 46 min 31 s | Pablo Colín Mexique            | 1 h 50 min 41 s                | Euclides Calzado Cuba             | 1 h 50 min 55 s                |
| 4 × 100 m | Cuba                         | 40 s 3          | Pas d’autre médaille attribuée | Pas d’autre médaille attribuée | Pas d’autre médaille attribuée    | Pas d’autre médaille attribuée |
| 4 × 400 m | Mexique                      | 3 min 16 s 0    | Porto Rico                     | 3 min 18 s 3                   | Cuba                              | 3 min 21 s 2                   |
| Records et Performances - AR : Record continental (area record) - CR : Record des championnats (championship record) - MR : Record du meeting (meet record) - NR : Record national (national record) - OR : Record olympique (olympic record) - PR : Record paralympique (paralympic record) - PB : Record personnel (personal best) - SB : Meilleure performance personnelle de la saison (season's best) - WL : Meilleure performance mondiale de l'année (world leader) - WJR : Record du monde junior (world junior record) - WR : Record du monde (world record) Circonstances et Conditions - DNF : N'a pas terminé (did not finish) - DNS : N'a pas pris le départ (did not start) - DQ : Disqualification (disqualification) - NM : Aucun essai valable enregistré (No Mark) - Q : Qualifié « directement » au prochain tour (ou à la prochaine compétition), lors d'une compétition majeure, grâce au classement ou à la réalisation des minima (automatic qualifier) - q : Qualifié au prochain tour (ou à la prochaine compétition), lors d'une compétition majeure, grâce au repêchage ou à la réalisation de l'une des meilleures performances parmi celles des « non qualifiés directement » (grâce au meilleur temps ou à la meilleure distance par exemple) (secondary qualifier) |                              |                 |                                |                                |                                   |                                |

### Femmes
| Epreuve | Or                       | Or           | Argent                 | Argent       | Bronze                         | Bronze                         |
| --- | ------------------------ | ------------ | ---------------------- | ------------ | ------------------------------ | ------------------------------ |
| 100 m | Cristina Echevarría Cuba | 11 s 5       | Miguelina Cobián Cuba  | 11 s 6       | Mercedes Román Mexique         | 12 s 4                         |
| 200 m | Miguelina Cobián Cuba    | 23 s 9       | Violeta Quesada Cuba   | 24 s 4       | Gladys Azcuaga Mexique         | 26 s 0                         |
| 400 m | Aurelia Pentón Cuba      | 57 s 4       | Gladys Azcuaga Mexique | 59 s 5       | Lourdes García Mexique         | 1 min 01 s 4                   |
| 800 m | Aurelia Pentón Cuba      | 2 min 24 s 1 | María Díaz Mexique     | 2 min 24 s 3 | Ines Mondragón Mexique         | 2 min 26 s 8                   |
| 80 m haies | Marlene Elejalde Cuba    | 11 s 6       | Daisy Hechevarría Cuba | 11 s 7       | Enriqueta Basilio Mexique      | 12 s 1                         |
| Saut en hauteur | Marcia Garbey Cuba       | 1,53 m       | Silvia Tapia Mexique   | 1,45 m       | Pas d’autre médaille attribuée | Pas d’autre médaille attribuée |
| Saut en longueur | Irene Martínez Cuba      | 5,65 m       | Marcia Garbey Cuba     | 5,62 m       | Mercedes Román Mexique         | 5,39 m                         |
| Lancer du poids | Hilda Ramírez Cuba       | 13,59 m      | Grecia Hamilton Cuba   | 13,02 m      | Guadalupe Lartigue Mexique     | 12,28 m                        |
| Lancer du disque | Caridad Aguero Cuba      | 45,86 m      | Hilda Ramírez Cuba     | 42,65 m      | Lili Schluter Mexique          | 38,25 m                        |
| Lancer du javelot | María Moreno Cuba        | 49,94 m      | Hilda Ramírez Cuba     | 41,66 m      | Martha Bravo Mexique           | 38,26 m                        |
| Pentathlon | Marlene Elejalde Cuba    | 4186 pts     | Mercedes Román Mexique | 4031 pts     | Daisy Hechevarría Cuba         | 4009 pts                       |
| 4 × 100 m | Cuba                     | 45 s 1       | Mexique                | 49 s 6       | Guatemala                      | 52 s 5                         |
| Records et Performances - AR : Record continental (area record) - CR : Record des championnats (championship record) - MR : Record du meeting (meet record) - NR : Record national (national record) - OR : Record olympique (olympic record) - PR : Record paralympique (paralympic record) - PB : Record personnel (personal best) - SB : Meilleure performance personnelle de la saison (season's best) - WL : Meilleure performance mondiale de l'année (world leader) - WJR : Record du monde junior (world junior record) - WR : Record du monde (world record) Circonstances et Conditions - DNF : N'a pas terminé (did not finish) - DNS : N'a pas pris le départ (did not start) - DQ : Disqualification (disqualification) - NM : Aucun essai valable enregistré (No Mark) - Q : Qualifié « directement » au prochain tour (ou à la prochaine compétition), lors d'une compétition majeure, grâce au classement ou à la réalisation des minima (automatic qualifier) - q : Qualifié au prochain tour (ou à la prochaine compétition), lors d'une compétition majeure, grâce au repêchage ou à la réalisation de l'une des meilleures performances parmi celles des « non qualifiés directement » (grâce au meilleur temps ou à la meilleure distance par exemple) (secondary qualifier) |                          |              |                        |              |                                |                                |

## Tableau des médailles
| Rang | Nation     | Or | Argent | Bronze | Total |
| ---- | ---------- | -- | ------ | ------ | ----- |
| 1    | Cuba       | 23 | 13     | 8      | 44    |
| 2    | Mexique    | 9  | 14     | 14     | 37    |
| 3    | Porto Rico | 2  | 6      | 6      | 14    |
| 4    | Guatemala  | 1  | 0      | 4      | 5     |
| 5    | Nicaragua  | 0  | 1      | 0      | 1     |